# Zona económica exclusiva

Las distintas zonas marítimas de acuerdo a la Convención de las Naciones Unidas sobre el Derecho del Mar aprobada en 1982.

Zonas económicas exclusivas de los países del mundo.

Zona económica exclusiva de la Unión Europea y de sus dependencias ultraperiféricas.

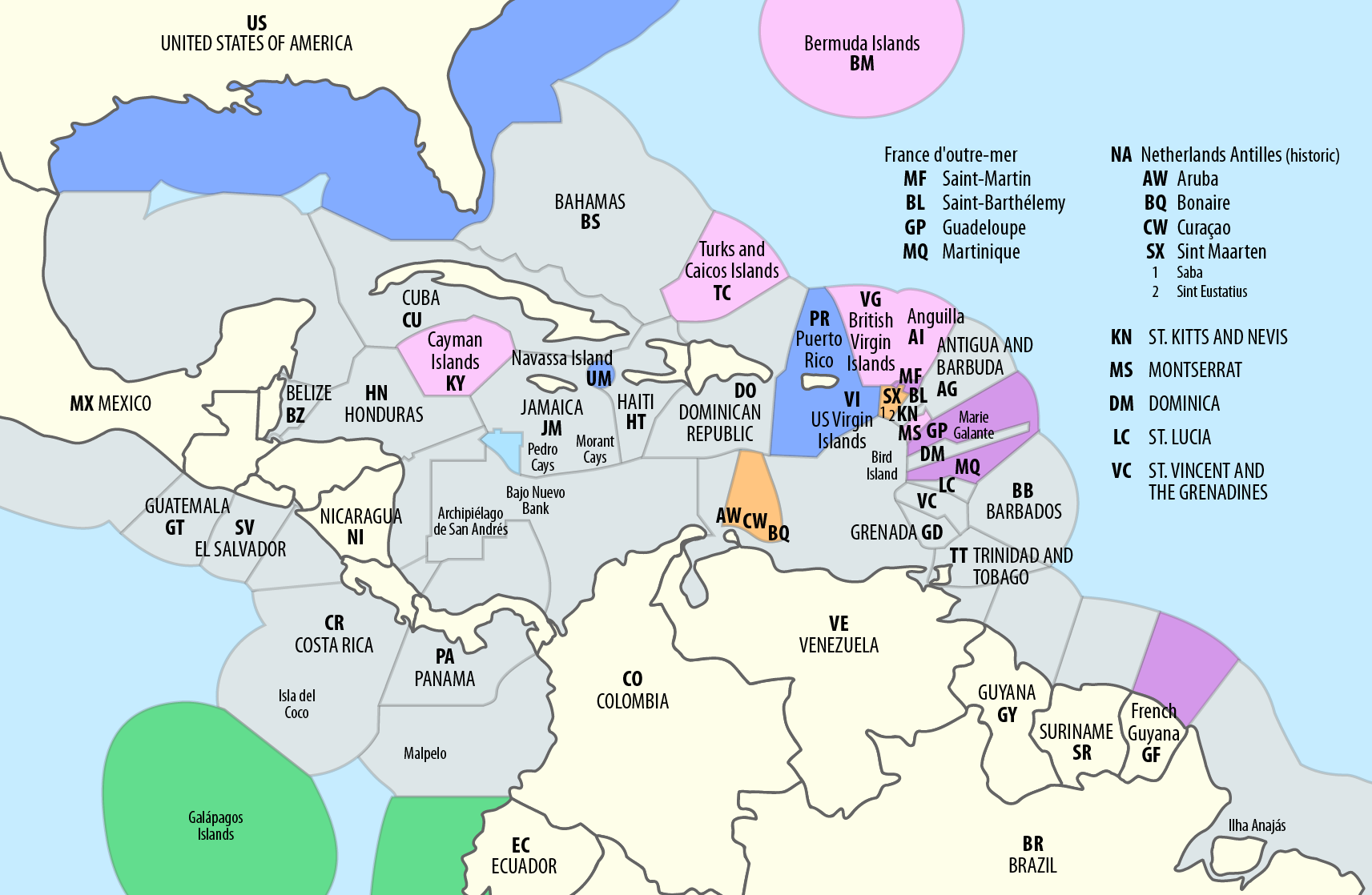
Mar Caribe.

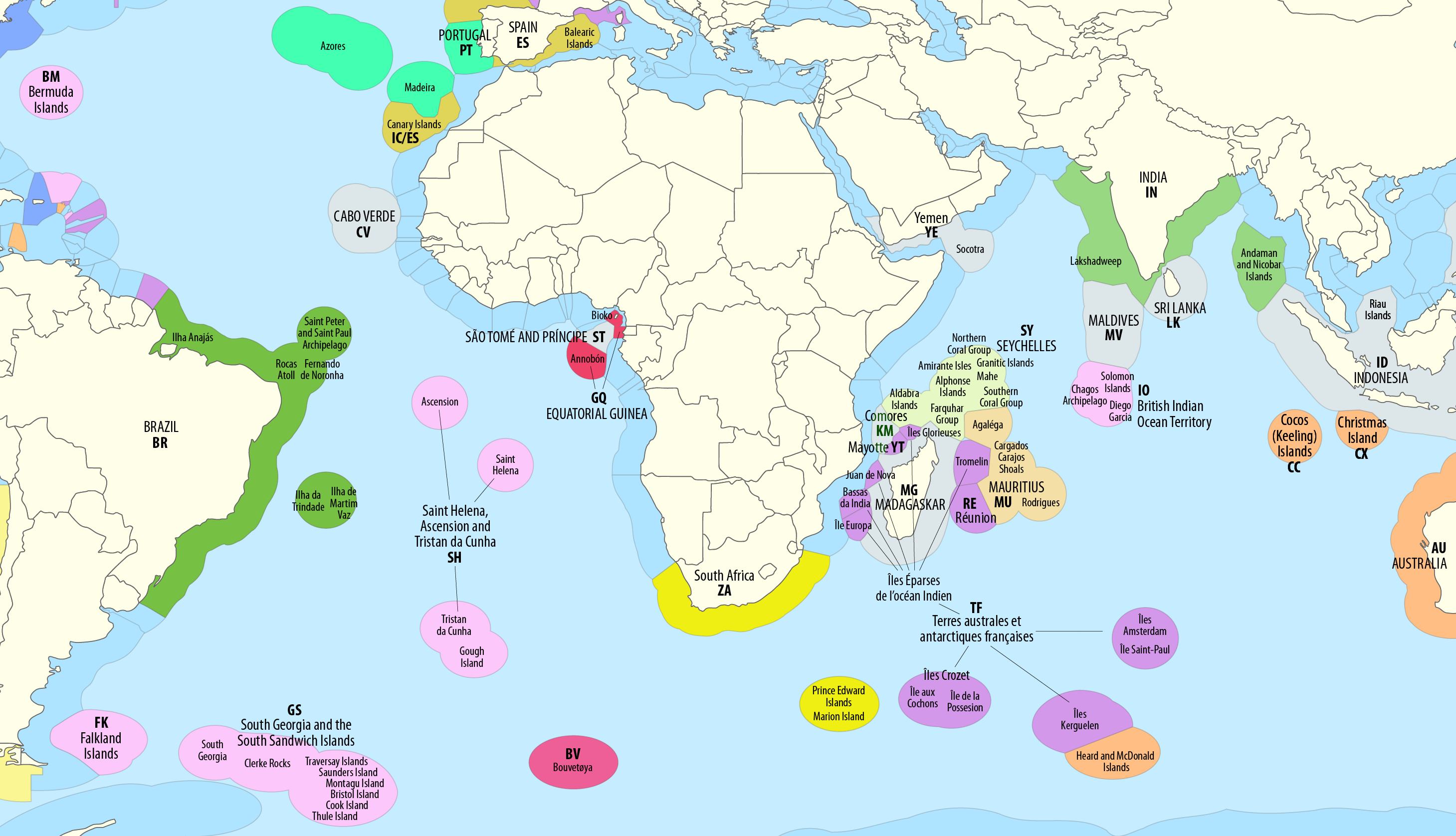
Océano Atlántico e Índico.

Océano Pacífico.

Una zona económica exclusiva (ZEE), según la Convención de las Naciones Unidas sobre el Derecho del Mar de 1982, es una zona del mar en la que un Estado soberano tiene derechos especiales en relación con la exploración y el uso de los recursos marinos, incluida la producción de energía a partir del agua y el viento.
Se extiende desde la línea de base hasta las 200 millas náuticas (mn) de la costa del Estado en cuestión. En el uso coloquial, el término puede incluir la plataforma continental. El término no incluye ni el mar territorial (menos de 12 millas) ni la plataforma continental extendida que comienza más allá del límite de las 200 millas náuticas y hasta un máximo de 350. La diferencia entre el mar territorial y la zona económica exclusiva es que el primero confiere plena soberanía sobre las aguas, mientras que el segundo es un mero «derecho de soberanía» que se refiere a los derechos del Estado costero por debajo de la superficie del mar. Las aguas superficiales, como puede verse en el mapa, son aguas internacionales.
También denominada mar patrimonial, es una franja marítima que se extiende desde el límite exterior del mar territorial hasta una distancia de 200 millas náuticas (370,4 km) contadas a partir de la línea de base desde la que se mide la anchura de este.

## Definición
En general, la zona económica exclusiva de un Estado es un área más allá del mar territorial y adyacente a él, que se extiende hacia el mar hasta una distancia no superior a 200 millas náuticas (370 km) desde su línea de base costera. La excepción a esta regla se produce cuando las zonas económicas exclusivas se solapan, es decir, cuando las líneas de base costeras de los Estados están separadas por menos de 400 millas náuticas (740 km). Cuando se produce un solapamiento, corresponde a los Estados delimitar la frontera marítima real. Por lo general, cualquier punto dentro de un área de superposición se sitúa por defecto en el estado más cercano.

## Origen
La idea de asignar a las naciones una ZEE (zona económica exclusiva), para que tengan un mayor control de los asuntos marítimos fuera de los límites territoriales ganó aceptación a finales del siglo XX.
Inicialmente, las aguas territoriales soberanas de un país se extendían hasta 5,6 km (alcance del disparo de un cañón) más allá de la costa. En la actualidad, las aguas territoriales soberanas de un país se extienden hasta 22 km más allá de la costa. Una de las primeras afirmaciones de jurisdicción exclusiva más allá de los mares territoriales tradicionales fue hecha por Estados Unidos en la Proclamación Truman del 28 de septiembre de 1945. Sin embargo, fueron respectivamente Chile y Perú los primeros en reclamar zonas marítimas de 200 millas náuticas con la Declaración Presidencial sobre la Plataforma Continental del 23 de junio de 1947 (El Mercurio, Santiago de Chile, 29 de junio de 1947) y el Decreto Presidencial n.º 781 del 1 de agosto de 1947 (El Peruano: Diario Oficial. Vol. 107, n.º 1983, 11 de agosto de 1947).
No fue hasta 1982, con la Convención de la ONU sobre el Derecho del Mar, cuando se adoptó formalmente la zona económica exclusiva de 200 millas náuticas.

## Régimen de los recursos vivos
Teniendo en cuenta los parámetros más fidedignos de que disponga (200 millas contadas a partir de la línea de base), cada Estado asegurará, mediante medidas adecuadas de conservación y administración, que la preservación de los recursos vivos de su zona económica exclusiva no se vea amenazada por un exceso de explotación.
Cuando el Estado ribereño no tenga capacidad para explotar toda la captura permisible, podrá dar acceso a otros Estados al excedente de la captura permisible, mediante acuerdos u otros arreglos.
La Convención del Mar (CONVEMAR), en el art. 56 menciona derechos, jurisdicción y deberes del Estado ribereño en la zona económica exclusiva:
1. En la zona económica exclusiva, el Estado ribereño tiene:
a) Derechos de soberanía para los fines de exploración y explotación, conservación y administración de los recursos naturales, tanto vivos como no vivos de las aguas suprayacentes al lecho y del lecho y el subsuelo del mar, y con respecto a otras actividades con miras a la exploración y explotación económica de la zona, tal como la producción de energía derivada del agua de las corrientes y de los vientos;
b) Jurisdicción, con arreglo a las disposiciones pertinentes de esta Convención, con respecto a:
I) El establecimiento y la utilización de islas artificiales, instalaciones y estructuras;
II) La investigación científica marina;
III) La protección y preservación del medio marino;
c) Otros derechos y deberes previstos en esta Convención.
2. En el ejercicio de sus derechos y en el cumplimiento de sus deberes en la zona económica exclusiva en virtud de esta Convención, el estado ribereño tendrá debidamente en cuenta los derechos y deberes de los demás estados y actuará de manera compatible con las disposiciones de esta Convención.
3. Los derechos enunciados en este artículo con respecto al lecho del mar, y su subsuelo se ejercerán de conformidad con la parte VI.

## Derechos de terceros Estados
Todos los Estados sean ribereños o sin litoral, gozan de las siguientes libertades:
1. La libertad de navegación;
2. La libertad de sobrevuelo;
3. La libertad de tender cables y tuberías submarinos;
4. La libertad de pesca limitada por el Estado ribereño;

## Países con el más  extenso mar patrimonial
Los países que poseen la mayor ZEE (Zona Económica Exclusiva sobre el mar), o mar patrimonial (sin incluir reclamaciones territoriales suspendidas en la Antártida), que superan los cuatro millones de kilómetros cuadrados sobre el mar adyacente a sus costas (en total), a nivel mundial, son:
1° Estados Unidos 11 351 000 km²
2° Francia 10 186 624 km²
3° Australia 8 505 348 km²
4° Rusia 7 566 673 km²
5° Reino Unido 6 805 586 km²
6° Indonesia 6 159 032 km²
7° Canadá 5 599 077 km²
8° Japón 4 479 388 km²
9° Nueva Zelanda 4 083 744 km²
10° Chile 3 681 989 km²

## Estados independientes con zona económica exclusiva
Esta lista de zonas económicas exclusivas, según la Convención del Mar, incluye los Estados soberanos con sus territorios dependientes (incluidos los territorios deshabitados) pero no incluye las reclamaciones en la Antártida. La ZEE + Área Terrestre es la Zona Económica Exclusiva más los territorios de los países y sus dependencias.
Los países sin acceso al mar no poseen Zona Económica Exclusiva ni Plataforma continental y por tanto no se incluyen en la lista.

### África
| Estados de África               | Zona Económica exclusiva km² | Plataforma km² | Zona E.E + Superficie terrestre km² |
| ------------------------------- | ---------------------------- | -------------- | ----------------------------------- |
| Sudáfrica                       | 1.535.538                    | 156.337        | 2.756.575                           |
| Seychelles                      | 1.336.559                    | 39.063         | 1.337.014                           |
| Mauricio                        | 1.284.997                    | 29.061         | 1.287.037                           |
| Madagascar                      | 1.225.259                    | 101.505        | 1.812.300                           |
| Somalia                         | 825.052                      | 55.895         | 1.462.709                           |
| Cabo Verde                      | 800.561                      | 5.591          | 804.594                             |
| Liberia                         | 249.734                      | 17.715         | 361.103                             |
| Ghana                           | 235.349                      | 22.502         | 473.888                             |
| Mozambique                      | 578.986                      | 94.212         | 1.380.576                           |
| Namibia                         | 564.748                      | 86.698         | 1.388.864                           |
| Angola                          | 518.433                      | 48.092         | 1.765.133                           |
| Libia                           | 351.589                      | 64.763         | 2.111.129                           |
| Guinea Ecuatorial               | 303.509                      | 7.820          | 331.560                             |
| Sahara Occidental               | 279.863                      | 57.395         | 545.863                             |
| Marruecos                       | 274.577                      | 53.746         | 721.127                             |
| Egipto                          | 263.451                      | 61.591         | 1.265.451                           |
| Tanzania                        | 241.888                      | 25.611         | 1.186.975                           |
| Nigeria                         | 217.313                      | 42.285         | 1.141.081                           |
| Sierra Leona                    | 215.611                      | 28.625         | 287.351                             |
| Gabón                           | 202.790                      | 35.020         | 470.458                             |
| Costa de Marfil                 | 176.254                      | 10.175         | 498.717                             |
| Mauritania                      | 165.338                      | 31.662         | 1.190.858                           |
| Comoras                         | 163.752                      | 1.526          | 165.987                             |
| Senegal                         | 158.861                      | 23.092         | 355.583                             |
| Santo Tomé y Príncipe           | 131.397                      | 1.902          | 132.361                             |
| Argelia                         | 126.353                      | 9.985          | 2.508.094                           |
| Guinea-Bissau                   | 123.725                      | 39.339         | 159.850                             |
| Kenia                           | 116.942                      | 11.073         | 697.309                             |
| Túnez                           | 101.857                      | 67.126         | 265.467                             |
| Eritrea                         | 77.728                       | 61.817         | 195.328                             |
| Sudán                           | 68.148                       | 19.827         | 1.954.216                           |
| Guinea                          | 59.426                       | 44.755         | 305.283                             |
| Benín                           | 33.221                       | 2.721          | 145.843                             |
| República del Congo             | 31.017                       | 7.982          | 373.017                             |
| Gambia                          | 23.112                       | 5.581          | 34.407                              |
| Camerún                         | 16.547                       | 11.420         | 491.989                             |
| Yibuti                          | 7.459                        | 3.187          | 30.659                              |
| República Democrática del Congo | 1.606                        | 1.593          | 2.346.464                           |
| Togo                            | 12.045                       | 1.265          | 68.830                              |

### Asia
| Estados de Asia        | Zona Económica exclusiva km² | Plataforma km² | Zona E.E + Superficie terrestre km² |
| ---------------------- | ---------------------------- | -------------- | ----------------------------------- |
| Indonesia              | 6.159.032                    | 2.039.381      | 8.019.392                           |
| Japón                  | 4.479.388                    | 454.976        | 4.857.318                           |
| India                  | 2.305.143                    | 402.996        | 5.592.406                           |
| Filipinas              | 1.590.780                    | 272.921        | 1.890.780                           |
| Maldivas               | 923.322                      | 34.538         | 923.622                             |
| China                  | 877.019                      | 831.340        | 10.520.487                          |
| Yemen                  | 552.669                      | 59.229         | 1.080.637                           |
| Omán                   | 533.180                      | 59.071         | 842.680                             |
| Birmania               | 532.775                      | 220.332        | 1.209.353                           |
| Sri Lanka              | 532.619                      | 32.453         | 598.229                             |
| Corea del Sur          | 475.469                      | 225.214        | 400.529                             |
| Vietnam                | 417.663                      | 365.198        | 748.875                             |
| Malasia                | 334.671                      | 323.412        | 665.474                             |
| Tailandia              | 299.397                      | 230.063        | 812.517                             |
| Pakistán               | 235.999                      | 51.383         | 1.117.911                           |
| Arabia Saudita         | 228.633                      | 107.249        | 2.378.323                           |
| Irán                   | 168.718                      | 118.693        | 1.797.468                           |
| Corea del Norte        | 132.826                      | 54.566         | 253.364                             |
| Bangladés              | 86.392                       | 66.438         | 230.390                             |
| República de China     | 83.231                       | 43.016         | 119.419                             |
| Timor Oriental         | 70.326                       | 25.648         | 85.200                              |
| Emiratos Árabes Unidos | 58.218                       | 57.474         | 141.818                             |
| Catar                  | 31.590                       | 31.590         | 43.176                              |
| Israel                 | 26.352                       | 3.745          | 48.424                              |
| Líbano                 | 19.516                       | 1.067          | 29.968                              |
| Kuwait                 | 11.026                       | 11.026         | 28.844                              |
| Siria                  | 10.503                       | 1.085          | 195.683                             |
| Baréin                 | 10.225                       | 10.225         | 10.975                              |
| Brunéi                 | 10.090                       | 8.509          | 15.855                              |
| Singapur               | 1.067                        | 1.067          | 1.772                               |
| Irak                   | 771                          | 771            | 439.088                             |
| Palestina              | 256                          | 256            | 6.276                               |
| Jordania               | 166                          | 59             | 89.508                              |

### América
| Estados de América           | Zona Económica exclusiva km² | Plataforma km² | Zona E.E + Superficie terrestre km² |
| ---------------------------- | ---------------------------- | -------------- | ----------------------------------- |
| Estados Unidos               | 11.351.000                   | 2.193.526      | 21.814.306                          |
| Canadá                       | 5.599.077                    | 2.644.795      | 15.607.077                          |
| Chile                        | 3.681.989                    | 252.947        | 4.438.085                           |
| Brasil                       | 3.660.955                    | 774.563        | 12.175.832                          |
| México                       | 3.269.386                    | 419.102        | 5.150.092                           |
| Argentina                    | 1.159.063                    | 856.346        | 3.939.463                           |
| Ecuador                      | 1.077.231                    | 41.034         | 1.333.600                           |
| Perú                         | 906.454                      | 82.000         | 2.191.670                           |
| Colombia                     | 808.158                      | 53.691         | 1.949.906                           |
| Bahamas                      | 654.715                      | 106.323        | 668.658                             |
| Costa Rica                   | 574.725                      | 19.585         | 625.825                             |
| Venezuela                    | 471.507                      | 99.889         | 1.387.952                           |
| Cuba                         | 350.751                      | 61.525         | 460.637                             |
| Panamá                       | 335.646                      | 53.404         | 411.163                             |
| Jamaica                      | 258.137                      | 9.802          | 269.128                             |
| República Dominicana         | 255.898                      | 10.738         | 304.569                             |
| Honduras                     | 249.542                      | 68.718         | 362.034                             |
| Barbados                     | 186.898                      | 426            | 187.328                             |
| Uruguay                      | 142.166                      | 75.327         | 318.381                             |
| Guyana                       | 137.765                      | 50.578         | 352.734                             |
| Surinam                      | 127.772                      | 53.631         | 291.592                             |
| Haití                        | 126.760                      | 6.683          | 154.510                             |
| Nicaragua                    | 123.881                      | 70.874         | 254.254                             |
| Guatemala                    | 114.170                      | 14.422         | 223.059                             |
| Antigua y Barbuda            | 110.089                      | 4.128          | 110.531                             |
| El Salvador                  | 90.962                       | 16.852         | 112.003                             |
| Trinidad y Tobago            | 74.199                       | 25.284         | 79.329                              |
| San Vicente y las Granadinas | 36.302                       | 1.561          | 36.691                              |
| Belice                       | 35.351                       | 13.178         | 58.317                              |
| Dominica                     | 28.985                       | 659            | 29.736                              |
| Grenada                      | 27.426                       | 2.237          | 27.770                              |
| Santa Lucía                  | 15.617                       | 544            | 16.156                              |
| San Cristóbal y Nieves       | 9.974                        | 653            | 10.235                              |

### Europa
| Estados de Europa    | Zona Económica exclusiva km² | Plataforma km² | Zona E.E + Superficie terrestre km² |
| -------------------- | ---------------------------- | -------------- | ----------------------------------- |
| Francia              | 10.186.624                   | 725.297        | 10.911.921                          |
| Rusia                | 7.566.673                    | 3.817.843      | 24.664.915                          |
| Reino Unido          | 6.805.586                    | 722.891        | 5.714.564                           |
| Dinamarca            | 2.551.238                    | 495.657        | 4.761.811                           |
| Noruega              | 2.385.178                    | 434.020        | 2.770.404                           |
| Portugal             | 1.727.408                    | 26.902         | 1.819.498                           |
| España               | 1.039.233                    | 77.920         | 1.545.225                           |
| Islandia             | 751.345                      | 108.015        | 854.345                             |
| Italia               | 541.915                      | 116.834        | 843.251                             |
| Grecia               | 505,572                      | 81.451         | 637.529                             |
| Irlanda              | 410,310                      | 139.935        | 480.583                             |
| Turquía              | 261.654                      | 56.093         | 1.045.216                           |
| Suecia               | 160.885                      | 154.604        | 602.255                             |
| Países Bajos         | 154.011                      | 77.246         | 192.345                             |
| Ucrania              | 147.318                      | 79.142         | 750.818                             |
| Chipre               | 98.707                       | 4.042          | 107.958                             |
| Finlandia            | 87.171                       | 85.109         | 425.590                             |
| Croacia              | 59.032                       | 50.277         | 115.626                             |
| Alemania             | 57.485                       | 57.485         | 414.599                             |
| Malta                | 54.823                       | 5.301          | 55.139                              |
| Estonia              | 36.992                       | 36.992         | 82.219                              |
| Bulgaria             | 34.307                       | 10.426         | 145.186                             |
| Polonia              | 29.797                       | 29.797         | 342.482                             |
| Letonia              | 28.452                       | 27.772         | 93.011                              |
| Rumania              | 23.627                       | 19.303         | 262.018                             |
| Georgia              | 21.946                       | 3.243          | 91.646                              |
| Albania              | 13.691                       | 6.979          | 42.439                              |
| Montenegro           | 7.745                        | 3.896          | 21.557                              |
| Lituania             | 7.031                        | 7.031          | 72.331                              |
| Bélgica              | 3.447                        | 3.447          | 33.975                              |
| Mónaco               | 288                          |                | 290                                 |
| Eslovenia            | 220                          | 220            | 20.493                              |
| Bosnia y Herzegovina | 50                           | 50             | 51.259                              |

### Oceanía
| Estados de Oceanía | Zona Económica exclusiva km² | Plataforma km² | Zona E.E + Superficie terrestre km² |
| ------------------ | ---------------------------- | -------------- | ----------------------------------- |
| Australia          | 8.505.348                    | 2.194.008      | 16.197.464                          |
| Nueva Zelanda      | 4.083.744                    | 277.610        | 4.352.424                           |
| Kiribati           | 3.441.810                    | 7.523          | 3.442.536                           |
| Micronesia         | 2.996.419                    | 19.403         | 2.997.121                           |
| Papúa Nueva Guinea | 2.402.288                    | 191.256        | 2.865.128                           |
| Islas Marshall     | 1.990.530                    | 18.411         | 1.990.711                           |
| Islas Salomón      | 1.589.477                    | 36.282         | 1.618.373                           |
| Fiyi               | 1.282.978                    | 47.705         | 1.301.250                           |
| Tuvalu             | 749.790                      | 3.575          | 749.816                             |
| Vanuatu            | 663.251                      | 11.483         | 675.440                             |
| Tonga              | 659.558                      | 8.517          | 660.305                             |
| Palaos             | 603.978                      | 2.837          | 604.437                             |
| Nauru              | 308.480                      | 41             | 308.501                             |
| Samoa              | 127.950                      | 2.087          | 130.781                             |